# Jelica
Jelica o también Švestka Jelica es una variedad cultivar de ciruelo (Prunus domestica), de las denominadas ciruelas europeas.
Una variedad de ciruela que se creó en 1964 en el "Instituto de Fruticultura de Čačak", en Yugoslavia (hoy Serbia).
Las frutas tienen un tamaño de grande de forma oblongo alargada, con la piel color azul oscuro recubierta de una ligerísima capa de pruina, y pulpa de un color amarillo dorado, textura firme, jugo medio, y sabor dulce aromático.

## Sinonimia
- "I/4 CK",
- "Čačanská Jelica",
- "Švestka Jelica".

## Historia
'Jelica' variedad de ciruela que se creó en 1964 en el "Instituto de Fruticultura de Čačak", Yugoslavia (hoy Serbia), mediante el cruce de 'Hauszwetschge (Pozegaca)' como "Parental Madre" x el polen de 'California Blue' como "Parental Padre". Fue creada por el equipo formado por el Dr. Dobrivoje Ogašanović, Vojin Bugarčić, BSc. en agricultura, Dr. Ljubica Janda, Dr. Milojko Ranković y Dr. Staniša A. Paunovi.
A 'Jelica' se la reconoció como nueva variedad nombrándola y entró en los circuitos comerciales en 1986. La variedad se utiliza ampliamente en la fruticultura comercial.
'Jelica' Se usa comercialmente porque tiene un buen rendimiento y los frutos son fáciles de transportar, también es tolerante a la sharka (una infestación viral que conduce a la muerte de toda la planta).

## Características
'Jelica' es un árbol de vigor bajo a medio con buena arquitectura de copa. La floración es a principios de abril y se caracteriza por una gran abundancia de floración. La fructificación comienza temprano y tiene un buen potencial de rendimiento.
'Jelica' tiene una talla de tamaño grande, de forma ovalado, simétrico de apariencia atractiva, con un peso promedio de 27 a 37,90gr; epidermis tiene una piel moderadamente gruesa, firme, de color azul oscuro, con una ligera capa de pruina, con línea de sutura ligeramente pronunciada; pedúnculo de longitud corto, grueso, leñoso; pulpa de color amarillo dorado, textura medianamente firme, jugoso, y sabor dulce aromático. Contiene en promedio un 12.33% azúcar (9.15 y 3.02% sucrosa), 1.16% ácidos y 0.46% cenizas.
Hueso separado, alargado, asimétrico, con el surco dorsal muy ancho y profundo, los laterales más superficiales, zona ventral poco sobresaliente, superficie rugosa.
Su tiempo de maduración varía según la región y las condiciones climáticas, madura más tardía que otras variedades obtenidas en el instituto, en la segunda y tercera decena del mes de agosto. Tienen un fácil transporte. Las frutas son aptas para el consumo y procesamiento en fresco.

## Usos
La temporada de maduración es media, ocurriendo en la tercera década de agosto. Los frutos son aptos para diversos tipos de procesamiento, especialmente para la producción de compota, licores, y por su excelente calidad destinada también al consumo en fresco.

## Cultivo
Variedad cultivada principalmente en Serbia y Alemania. Una variedad de calidad superior.

## Características y precauciones
Tolerante al virus Plum pox (Sharka), no deja síntomas en las frutas.
La variedad 'Jelica' es moderadamente sensible a la mancha roja de la hoja (Polystigma rubrum Pers.) y a la roya de la ciruela (Puccinia pruni-spinosae Diet.)